# Gustatorischer Cortex
Der primäre gustatorische Cortex ist eine Hirnstruktur, die für die Geschmackswahrnehmung zuständig ist. Sie besteht aus zwei Unterstrukturen: der anterioren Insula der Inselrinde und dem Operculum frontale auf dem Gyrus frontalis inferior. Aufgrund dieser Zusammensetzung wird der primäre gustatorische Cortex in der Literatur gelegentlich als AI/FO (en: Anterior Insula/Frontal Operculum) bezeichnet. Durch den Einsatz von Einzelzellableitung konnten Wissenschaftler verdeutlichen, dass Neuronen im AI/FO auf süßes, salziges, bitteres und saures reagieren, und die Intensität von Geschmacksstimuli codieren.

## Sensorischer Weg des Geschmackes
Wie die Geruchswahrnehmung ist auch die Geschmackswahrnehmung definiert durch ihre spezialisierten peripheren Rezeptoren und zentralen Übertragungswege, die Geschmacksinformationen verarbeiten und weiterleiten. Periphere Geschmacksrezeptoren befinden sich auf der Oberfläche der Zunge, am Gaumensegel, am Pharynx und dem oberen Teil der Speiseröhre. Gustatorische Zellen bilden Synapsen mit den Axonen sensorischer Nerven der Chorda tympani, den größeren oberflächlichen Felsenbeinzweigen des Nervus facialis (VII. Hirnnerv), den Zungenästen (Rami linguales) des Nervus glossopharyngeus (IX. Hirnnerv) und dem Nervus laryngeus superior des Nervus vagus (X. Hirnnerv), um die Geschmacksknospen entsprechend an Zunge, Gaumen, Kehldeckel und Speiseröhre anzuregen. Die zentralen Axone dieser primären sensorischen Neuronen in respektiven Hirnnervsganglien projizieren zu rostralen und lateralen Regionen des Kern des Tractus solitarius in der Medulla oblongata, der auch als der gustatorische Nucleus des Tractus solitarius bekannt ist. Axone vom rostralen (gustatorischen) Teil des Nucleus des Tractus solitarius projizieren zum Nucleus ventralis posterior des Thalamus, wo sie in der medialen Hälfte enden. Der Nucleus projiziert wiederum in mehrere Regionen des Neocortex, der den gustatorischen Cortex beinhaltet (Operculum frontale und die anteriore Insula).

## Funktionsweise und Stimulation
Studien zur Observation der Funktionalität des GC mit unterschiedlichen chemischen und elektrischen Stimulationen sowie Untersuchungen von Patienten mit Läsionen und Krampfherd im gustatorischen Cortex haben stattgefunden. Es wurde festgestellt, dass elektrische Stimulation des Nervus lingualis, der Chorda tympani und eines lingualen Zweigs des Nervus glossopharyngeus evoziertes Feldpotential im Operculum frontalis hervorruft. Elektrische Stimulationen der Insula des Menschen rufen gustatorische Empfindungen hervor. Gustatorische Information wird zum orbitofrontalen Cortex vermittelt, dem sekundären gustatorischen Cortex. Studien haben gezeigt, dass 7,9 % der Neuronen im orbitofrontalen Cortex auf Geschmacksstimuli reagieren, und ein Teil dieser Neuronen fein auf bestimmte Stimuli abgestimmt sind. Es konnte zudem an Affen gezeigt werden, dass die Reaktionen von orbitofrontalen Neuronen auf Stimuli abnimmt, wenn ein Affe bis zur Sättigung gegessen hat. Darüber hinaus reagieren Neuronen im orbitofrontalen Cortex auf visuelle und/oder olfaktorische Stimuli. Diese Ergebnisse suggerieren, dass gustatorische Neuronen im orbitofrontalen Cortex eine wichtige Rolle in der Identifikation und Selektion von Nahrung spielen könnten. Eine Patientenstudie ergab, dass Schaden im rostralen Teil der Insula gustatorische Störungen verursachte, sowie dass Geschmackserkennungsdefizite bei Patienten mit Läsionen im Cortex insularis auftraten. Zudem wurde festgestellt, dass Patienten mit einem epileptischen Focus im Operculum frontale und epileptischer Aktivität in besagtem Focus unangenehme Geschmäcker wahrnahmen. Aktivierung in der Insula findet auch statt, wenn der Proband bildlichen Darstellungen von Nahrung ausgesetzt wird. Studien verglichen die aktiven Regionen von Probanden, denen Bilder von Nahrung gezeigt wurden, zu den aktiven Regionen von Probanden, denen Landschaftsbilder gezeigt wurden. Bilder von Essen aktivierten die rechte Insula / das rechte Operculum und den rechten orbitofrontalen Cortex.

## Chemosensorische Neuronen
Chemosensorische Neuronen sind Neuronen, die Geschmacksstoffe unterscheiden sowie die Präsenz und Abwesenheit eines Geschmacksstoffes wahrnehmen. Bei einer Studie an Ratten waren in diesen Neuronen die Reaktionen auf Berührungen der Zunge mit gustatorisch stimulierenden Geschmacksstoffen größer als auf Berührungen ohne Geschmacksstoff. 34,2 % der Neuronen des gustatorischen Cortex wiesen chemosensorische Reaktionen auf. Die übrigen Neuronen unterschieden zwischen An- und Abwesenheit eines Geschmacksstoffes oder verarbeiteten aufgabenbezogene Informationen.

## Geschmacksstoffkonzentrationsabhängige neuronale Aktivität
Chemosensorische Neuronen im GC weisen konzentrationsabhängige Reaktionen auf. In einer Studie über Reaktionen im GC von Ratten während des Leckens wurde eine Zunahme an MNG (Mononatriumglutamat) festgestellt. Linguale Aussetzung resultierte in einer erhöhten neuronalen Feuerungsrate in den Neuronen des gustatorischen Cortex der Ratten, während eine gesteigerte Konzentration von Saccharose zu einem Rückgang der Feuerungsrate führte. Die Neuronen weisen eine rapide und selektive Reaktion auf Geschmacksstoffe auf. Natriumchlorid und Saccharose riefen die größten Reaktionen im GC der Ratten hervor, während Citronensäure nur eine moderate Erhöhung der Aktivität in einer einzelnen Nervenzelle verursachte. Chemosensorische Neuronen des gustatorischen Cortex sind breit abgestimmt, was bedeutet, dass ein größerer Anteil von ihnen auf viele Geschmacksstoffe reagiert (4 und 5), während der kleinere Anteil auf weniger Geschmacksstoffe reagiert (1 und 2). Die Nummer an Neuronen, die auf einen bestimmten Geschmacksstimulus reagiert, variiert. In der Studie am gustatorischen Cortex von Ratten wurde gezeigt, dass mehr Neuronen auf MNG, Natriumchlorid, Saccharose und Citronensäure reagieren (die alle in etwa denselben Prozentsatz an Neuronen aktivierten), als auf die Stoffe Chinin und Wasser.

## Reaktionsfähigkeit auf Konzentrationsveränderungen
Studien, die den gustatorischen Cortex von Ratten als Modell verwendeten, haben gezeigt, dass Neuronen im GC komplexe Reaktionen auf Veränderungen in der Konzentration eines Geschmacksstoffes aufweisen. Ein Neuron, der in Reaktion auf einen Geschmacksstoff seine Feuerrate erhöht, reagiert eventuell nur auf eine mittlere Konzentration. In diesen Studien wurde deutlich, dass wenige chemosensorische Neuronen im GC auf Veränderungen in der Konzentration von Geschmacksstoffen mit monoton erhöhter oder reduzierter Feuerungsrate reagieren, die große Mehrheit jedoch in komplexerer Manier reagierte. Einige Neuronen reagieren am stärksten auf eine mediale Konzentration, während andere nur auf die höchsten und niedrigsten Konzentrationen reagieren.

## Kohärenz und Interaktion zwischen Neuronen während gustatorischer Wahrnehmung
Während des Schmeckens interagieren die Neuronen des GC untereinander. Interaktionen geschehen in Millisekunden, sind geschmacksspezifisch und grenzen verschiedene, überlappende neurale Ensembles, die auf die Präsenz eines Geschmacksstoffes durch das Erfahren von gekoppelten Veränderungen in der Feuerungsrate reagieren, ab. Diese Kopplungen werden genutzt, um zwischen Geschmacksstoffen zu unterscheiden. Gekoppelte Veränderungen der Feuerungsrate sind die eigentliche Quelle von Interaktionen im GC. Teilmengen von Neuronen im GC verkoppeln sich nach der Vorlage bestimmter Geschmacksstoffe, und die Reaktionen von Neuronen in diesem Ensemble verändern sich in Übereinstimmung mit anderen.

## Bereits bekannte Geschmacksstoffe
Einheiten des GC signalisieren vertraute Geschmäcker in einer verzögerten temporalen Phase der Reaktion. Eine Analyse suggeriert, dass spezifische neurale Ensembles an der Verarbeitung von bereits bekannten Geschmacksstoffen arbeiten. Darüber hinaus ist die neurale Signatur von Vertrautem korreliert mit der Gewöhnung an einen spezifischen Geschmacksstoff. Diese Signatur ist bis 24 Stunden nach der anfänglichen Aussetzung ersichtlich. Diese anhaltende kortikale Repräsentation von geschmacklicher Vertrautheit erfordert nacherwerbliche Verarbeitung zur Entwicklung. Dieser Prozess könnte verbunden mit der Aktivierung von Neurotransmitterrezeptoren, der Modulation von Genexpressionen und posttranslationalen Modifikationen sein, die im Cortex insularis in den ersten Stunden nach dem Kontakt mit einem unbekannten Geschmacksmittel festgestellt werden können.